# Згаевская, Лидия
Лидия Згаевская (пол. Lidia Zgajewska; род. 12 ноября 1961, Гродкув, Опольское воеводство) — польская хоккеистка на траве, полузащитник и нападающий. Участница летних Олимпийских игр 1980 года.

## Биография
Лидия Згаевская родилась 12 ноября 1961 года в польском городе Гродкув.
В 1981 году окончила селекционный техникум в Нысе, в 1985 году — академию физического воспитания во Вроцлаве, где без магистерского экзамена получила тренерскую лицензию второго класса.
В 1975—1980 годах играла в хоккей на траве за «Рольник» из Нисы. В 1981—1984 годах играла за вроцлавский «Поляр», в составе которого в 1982—1983 годах была чемпионкой Польши по хоккею на траве и индорхоккею. В дальнейшем играла за АЗС из Катовице, в 1985—1986 годах выиграв в его составе чемпионат страны по хоккею на траве и индорхоккею. В 1986 году стала лучшим снайпером чемпионата Польши, получив приз «Золотая клюшка».
В 1980 году вошла в состав женской сборной Польши по хоккею на траве на летних Олимпийских играх в Москве, занявшей 6-е место. Играла на позиции полузащитника, провела 4 матча, мячей не забивала.
В 1979—1988 годах провела за женскую сборную Польши 70 матчей, забила 9 мячей.
Мастер спорта Польши.

## Семья
Отец — Юзеф Згаевский, мать — Станислава Згаевская (до замужества — Дежа).